# Baeoura convoluta
Baeoura convoluta är en tvåvingeart som först beskrevs av Alexander 1931.  Baeoura convoluta ingår i släktet Baeoura och familjen småharkrankar. Inga underarter finns listade i Catalogue of Life.